# Afterburner
Bộ đèn Afterburner của nhà sản xuất Triton Labs là phụ kiện sửa đổi sau cho máy chơi trò chơi điện tử cầm tay Game Boy Advance với đèn trước được lắp vào thiết bị.
Afterburner được cho là đã giúp máy Game Boy có thêm yếu tố ánh sáng tương tự như các thiết bị PDA cùng thời, nhưng người dùng thường phàn nàn rằng nó tốn pin, đắt tiền, rất khó cài đặt do phải hàn và cắt vào thân máy.
Sau khi Game Boy Advance SP với đèn nền ra đời, Afterburner đã bị ngừng sản xuất.